# Hof Ambacht

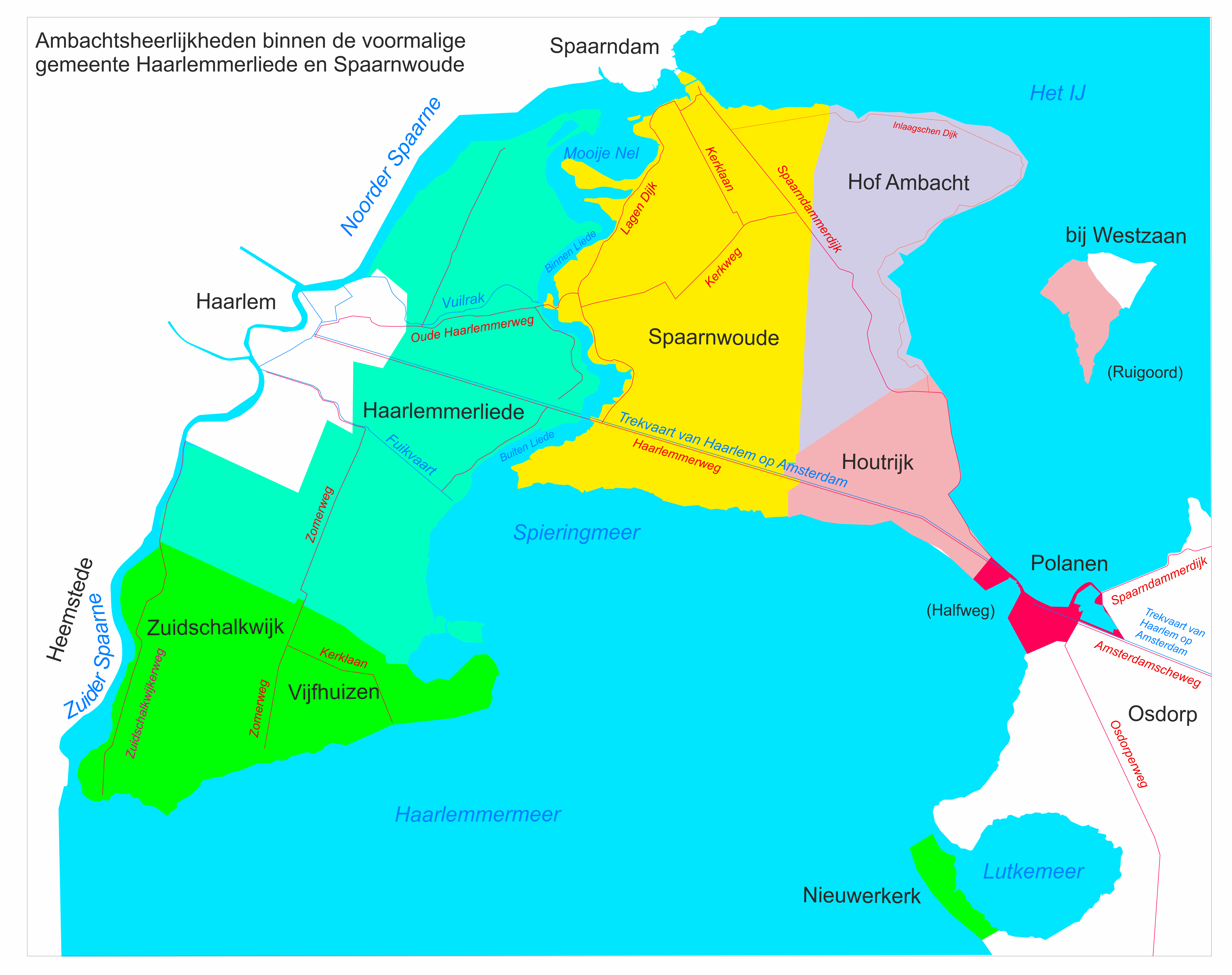

Hof Ambacht is een voormalige heerlijkheid in de voormalige gemeente Haarlemmerliede en Spaarnwoude.

## Bestuur
- Hof Ambacht maakte deel uit van het Baljuwschap Brederode
- Het gerecht bestond uit de schout en drie schepenen

## Geschiedenis
Dwars door Hof Ambacht loopt de Spaarndammerdijk, die de ambachtsheerlijkheid in twee ongelijke delen verdeelde: Hof Ambacht buiten (dat wis zeggen buitendijks) en Hof Ambacht binnen. Het overgrote deel van Hof Ambacht, 200 morgen land lag buitendijks; binnendijks lag er slechts 25 morgen. In het buitendijks gedeelte was er geen bewoning.
In 1722 stierf het huis Brederode uit en de bezittingen en de rechten van het huis Brederode vielen aan de Staten van Holland. Nog hetzelfde jaar verkochten de Staten van Holland Hof Ambacht aan Paulus Loot (overleden 17-10-1753). Deze Paulus Loot kocht nog meer heerlijkheden, waarvan de belangrijkste Zandvoort is. Een aantal kleinere heerlijkheden, Akendam, Schoten, Haarlemmerliede en Hof Ambacht droeg hij over aan zijn zoon Paulus Loot, de Jongere die overleed op 31-8-1745, dus eerder dan zijn vader. Hij werd toen in Hof Ambacht opgevolgd door zijn tweede dochter Catharina Ida Loot van Schoten (1737 geboren in Amsterdam).
Na de uitroeping van de Bataafse Republiek in 1795 werd de ambachtsheerlijkheid  een zelfstandige gemeente. Nadat Nederland in 1810 deel was gaan uitmaken van het keizerrijk Frankrijk werd per 1 januari 1812 Hof Ambacht samen met . Haarlemmerliede, Houtrijk en Polanen en Zuid-Schalkwijk bij Spaarnwoude gevoegd.
Na de verdrijving van de Fransen en de stichting van het koninkrijk der Nederlanden werden de meeste Franse hervormingen tenietgedaan. Per 1 mei 1817 werden Haarlemmerliede, Houtrijk en Polanen en Zuid-Schalkwijk weer zelfstandig. Hof Ambacht echter niet, dat werd bij de gemeente Haarlemmerliede gevoegd. De gemeente Haarlemmerliede (met Hof Ambacht) werd op 8 september 1857 samengevoegd met Spaarnwoude tot de gemeente Haarlemmerliede en Spaarnwoude.